# Часниковка (Переволоцький район)
Часнико́вка (рос. Чесноковка) — село у складі Переволоцького району Оренбурзької області, Росія.

## Населення
Населення — 1403 особи (2010; 1378 у 2002).
Національний склад (станом на 2002 рік):
- татари — 88 %